# 天主教胡蒂亞帕聖五傷方濟各教區
天主教胡蒂亞帕聖五傷方濟各教區（拉丁語：Dioecesis Jutiapensis）是瓜地馬拉一個羅馬天主教教區，屬危地馬拉總教區。
教區成立於2016年1月25日，位於胡蒂亞帕省，教座位於胡蒂亞帕。2016年有教友389,573人（佔轄區總人口85.0%）、15個堂區、24名司鐸。現任教區主教為安多尼·卡爾德龍-克魯茲。